# Gregorio Vásquez de Arce y Ceballos
Gregorio Vásquez de Arce y Ceballos, también conocido como Gregorio Vázquez de Arce, El Barroco Santafereño (Santa Fe de Bogotá, 9 de mayo de 1638–1711), fue el pintor más importante de la época del Nuevo Reino de Granada. Trabajó durante una era dominada por el estilo barroco hispanoamericano que prosperó a partir de 1650 hasta 1750. 
Vásquez ha sido considerado como el pintor más grande proveniente del territorio que actualmente es Colombia. La mayoría de sus pinturas son religiosas en naturaleza, con temas que incluyen la vida de Cristo y de la Virgen, de los santos, y de las escenas del nuevo testamento.

## Biografía
Gregorio Vásquez de Arce y Ceballos nació el 9 de mayo de 1638, en Santa Fe, capital de la Real Audiencia de Santafé de Bogotá en el Nuevo Reino de Granada. Creció en esa ciudad como parte de la sociedad criolla, pues sus padres, Bartolomé Vásquez y de María de Ceballos, eran descendientes de familias de origen andaluz. Sus ancestros migraron desde Sevilla, estableciéndose en el Nuevo Mundo en el siglo XVI. Vásquez creció en el barrio de La Catedral.

Alegoría de la Inmaculada Concepción de Gregorio Vásquez de Arce y Ceballos.

 Se desconoce gran parte de la vida de este pintor, pues se especula que su primer biógrafo, el historiador José Manuel Groot, pudo haber inventado algunas leyendas para exaltar la figura del artista dentro de una historia nacional, como era común en el siglo XIX.
Estudió en el Colegio Seminario de San Bartolomé, dirigido por los padres de la Compañía de Jesús, y luego en el Colegio Gaspar Núñez de la Orden de Predicadores. 
Se dice que aprendió a pintar en el taller de los Figueroa, particularmente de Gaspar de Figueroa, del cual fue supuestamente expulsado por envidia de su maestro en 1658, luego de pintar a la perfección los ojos en un óleo de San Roque.
De su matrimonio con doña Jerónima Bernal, tuvo un hijo a quien bautizó con el nombre de Bartolomé Luis. En 1701 fue apresado y condenado a prisión por haber participado en el rapto de doña María Teresa de Orgaz, amante del oidor de la Real Audiencia, don Bernardino Ángel de Isunza y Eguiluz, a quien tenían recluida en el Convento de Santa Clara por orden del Arzobispo de Santafé. Al salir de la cárcel se vio reducido a una gran miseria. Según la leyenda, en 1710 enloqueció definitivamente y no pudo volver a pintar. Falleció en 1711 en Santa Fe de Bogotá, a los 73 años de edad. 
En 1863 se colocó una placa conmemorativa en la casa en la que nació (calle 11 n.º 3-99) que dice: "En esta casa vivió y murió Gregorio Vásquez Ceballos. Bogotá, su patria, se honra tributándole este homenaje. Abril 23 de 1863".
Se encuentra enterrado en la Catedral Primada de Colombia.

## Obras

### 1650
- Los evangelistas, la Capilla del Sagrario, en Bogotá
- La última Cena, la Capilla del Sagrario, en Bogotá
- Escenas bíblicas, la Capilla del Sagrario, en Bogotá
- Los desposorios místicos de Santa Catalina, la Capilla del Sagrario, en Bogotá
- La Virgen del Topo, Iglesia Divino Salvador de Sopó

#### 1669
- La visión de San Antonio
- La Virgen con el Niño y Santa Ana
- Virgen Modestísima.

#### 1670
- Nuestra Señora de los Ángeles
- El Purgatorio, Iglesia de Funza

#### 1671
- Investidura de San Ildefonso

#### 1672
- Descanso en la huida a Egipto.

#### 1673
- El Juicio Final, Iglesia de San Francisco.
- Nuestra Señora de los Ángeles, Iglesia parroquial de Bosa.

#### 1675
- Retrato del Padre Centurión, actualmente en el Museo de Arte Colonial.

#### 1680
- La vida y milagros del Patriarca Santo Domingo de Guzmán.
- La Virgen orante

#### 1683
- la Mujer del Apocalipsis.

#### 1685
- Autorretrato.
- La Concepción.

#### 1686
- San Ignacio sosteniendo en una mano un estandarte rojo y en la otra, la Regla de la Compañía.

#### 1688
- La Muerte de San José, Museo de Arte Colonial.

#### 1690
- La aparición de la Virgen del Pilar a Santiago Apóstol.
- Vocación de San Francisco de Borja.
- Ayuda a los enfermos

#### 1692
- Los cuadros de La Sagrada Familia, copia de Murillo.

#### 1693
- Nuestra Señora de los Ángeles (copia de Guido Reni)
- San Francisco recibiendo los estigmas.

#### 1696
- Arqueta con cinco pinturas: Una piedad; San José con el Niño; Santa Filomena; San Francisco de Paula y San Cristóbal.

#### 1697
- La Inmaculada Concepción, Museo de Arte Colonial.
- Jesucristo Crucificado, cuadro que fue llevado a París por el Barón Goury de Rosland y luego legado por su hijo para el Museo de Arte Colonial.
- La Magdalena Penitente.
- El cuadro de la Flagelación.
- La Coronación de la Virgen por la Trinidad, Museo de Arte Colonial.

#### 1698
- El Calvario, Iglesia de San Ignacio.
- La Predicación de San Francisco Javier, Iglesia de San Ignacio.
- Donación de Imágenes al Superior de los Agustinos.
- Retrato de don Enrique de Caldas Barbosa, Colegio de Nuestra Señora del Rosario.

#### 1699
- La Virgen con San Joaquín y Santa Ana.

#### 1701
- 42 cuadros para la Capilla del Sagrario de Bogotá.
- San Liborio, Museo de Arte Colonial.
- Virgen de la Concepción.

#### 1704
- San Victorino.
- El Niño Jesús.

#### 1710
- San Agustín, Museo de Arte Colonial.